# إوز أبو قرن
وزة أبو قرن (الاسم العلمي: Plectropterus  gambensis) (بالإنجليزية: Spurwinged  Goose)‏ هو طائر ينتمي إلى إوزيات (فصيلة: Anatidae).